# Moviment per la Socialdemocràcia
El Moviment per la Socialdemocràcia-Unió Democràtica del Centre Democràtic (EDEK) (grec Κίνημα Σοσιαλδημοκρατών Ενιαία Δημοκρατική Ένωση Κέντρου) és un partit polític de Xipre, d'ideologia socialdemòcrata. A les eleccions legislatives xipriotes de 2001 va obtenir el 6,5% dels vots i 4 escons de 56, a la Cambra de Representants de Xipre. A les eleccions legislatives xipriotes de 2006 va obtenir el 8,9% i 5 dels 56 escons en el Parlament. És membre de la Internacional Socialista, i del Partit Socialista Europeu.

## Història
El EDEK va ser fundat per Vasos Lyssaridis, el 1970, i per membres del Comitè pel Retorn de la Democràcia a Xipre, i per lluitadors de Lyssaridis, el 1964, en els xocs entre les comunitats de grecs i turcs a Xipre. El partit va donar suport al president Macari III, i molt dels seus membres eren part de la resistència armada contra el cop d'estat del 15 de juliol de 1974, que va intentar llevar-lo del poder.
Molts membres de les joventuts de l'EDEK, amb tendències troskistes van ser expulsats del partit, entre 1979 i 1984, i van formar Aristeri Pteryga (Ala Esquerra). A les eleccions presidencials xipriotes de 2008, l'EDEK va donar suport Dimitris Khristófias, d'AKEL. En el comitè polític, 109 membres van votar a favor de donar suport Dimitris Khristófias, 5 van votar en contra, i 2 es van abstenir.

## Dirigents
- 1969-2003: .Vasos Lyssaridis
- 2003- : Yiannakis Omirou

## Resultats electorals

### Parlament
| Any  | Vots            | Vots            | Vots            | Escons | Escons |
| Any  | #               | %               | Pos.            | #      | ±      |
| ---- | --------------- | --------------- | --------------- | ------ | ------ |
| 1970 | 12,996          | 8.3             | 4t              | 2 / 35 | Nou    |
| 1976 | Amb DIKO i AKEL | Amb DIKO i AKEL | Amb DIKO i AKEL | 4 / 35 | 2      |
| 1981 | 23,772          | 8.2             | 4t              | 3 / 35 | 1      |
| 1985 | 35,371          | 11.1            | 4t              | 6 / 56 | 3      |
| 1991 | 37,264          | 10.9            | 4t              | 7 / 56 | 1      |
| 1996 | 30,033          | 8.1             | 4t              | 5 / 56 | 2      |
| 2001 | 26,767          | 6.5             | 4t              | 4 / 56 | 1      |
| 2006 | 37,533          | 8.9             | 4t              | 5 / 56 | 1      |
| 2011 | 36,113          | 8.9             | 4t              | 5 / 56 | =      |
| 2016 | 21,732          | 6.2             | 4t              | 3 / 56 | 2      |
| 2021 | 24,022          | 6.7             | 5è              | 4 / 56 | 1      |

### Parlament Europeu
| Any  | Vots   | Vots  | Vots | Escons | Escons |
| Any  | #      | %     | Pos. | #      | ±      |
| ---- | ------ | ----- | ---- | ------ | ------ |
| 2004 | 36,075 | 10.79 | 5è   | 0 / 6  | Nou    |
| 2009 | 30,169 | 9.85  | 4t   | 1 / 6  | 1      |
| 2014 | 19,894 | 7.68% | 4t   | 1 / 6  | =      |
| 2019 | 29,715 | 10.58 | 4t   | 1 / 6  | =      |
| 2024 | 18,681 | 5.07  | 6è   | 0 / 6  | 1      |

1. ↑  Coalició amb Aliança dels Ciutadans.
2. ↑  Coalició amb el Partit Verd de Xipre.